# Sulzano
Sulzano (lombardul: Sülsà vagy Sölsà) település Olaszországban, Lombardia régióban, Brescia megyében. Lakosainak száma 1932 fő (2023. január 1.). Sulzano Iseo, Monte Isola, Polaveno és Sale Marasino községekkel határos.

## Népesség
A település lakossága az elmúlt években az alábbi módon változott:
| Lakosok száma | 1932 | 1958 | 1932 |
|               | 2017 | 2018 | 2023 |